# Donji Lipovac (Újkapela)
Donji Lipovac falu Horvátországban, Bród-Szávamente megyében. Közigazgatásilag Újkapelához tartozik.

## Fekvése
Bródtól légvonalban 28, közúton 36 km-re nyugatra, Pozsegától   légvonalban 12, közúton 16 km-re délre, községközpontjától 3 km-re északra, Nyugat-Szlavóniában, a Pozsegai-hegység déli lejtőin, a Brajnovac-patak mentén fekszik.

## Története
Lipovac település már a középkorban is létezett. 1444-ben „Lypoucz” alakban szerepel Pozsega várának tartozékai között.
1698-ban a kamarai összeírásban „Lypovacz” néven Orbova keleti szomszédjaként találjuk a török uralom alól felszabadított szlavóniai települések között. A korabeli dokumentumokban egységes településként szerepel, amely azonban 11 településrészből állt. A település központja a mai Srednji Lipovac területén volt. A mai Donji Lipovac neve 1758-ban Šušanje volt. Ekkor 13 házában 24 család élt 104 fővel. 1760-ban 13 házat, 32 családot és 165 lakost számláltak itt. 1765-ben egy egyszerű fakápolnát említenek a településen Szent Ignác tiszteletére szentelve. A miséhez a liturgikus felszerelést a Szent Lukács kápolnából hozták át. Később 1865-ben a kápolnát Szent Vid tiszteletére szentelték fel.
Az első katonai felmérés térképén „Unter Lipovacz” néven található. A gradiskai ezredhez tartozott. Lipszky János 1808-ban Budán kiadott repertóriumában „Lipovacz (Dolnji)” néven szerepel. Nagy Lajos 1829-ben kiadott művében „Lipovacz (Dolni)” néven 62 házzal, 316 katolikus vallású lakossal találjuk. A katonai közigazgatás megszüntetése után 1871-ben Pozsega vármegyéhez csatolták.
A településnek 1857-ben 199, 1910-ben 427 lakosa volt. Az 1910-es népszámlálás szerint lakosságának 98%-a horvát anyanyelvű volt. Pozsega vármegye Újgradiskai járásának része volt. Az első világháború után 1918-ban az új szerb-horvát-szlovén állam, majd később (1929-ben) Jugoszlávia része lett. A település 1991-től a független Horvátországhoz tartozik. 1991-ben lakosságának 99%-a horvát nemzetiségű volt. 2011-ben 248 lakosa volt.

## Lakossága
| Lakosság változása | Lakosság változása | Lakosság változása | Lakosság változása | Lakosság változása | Lakosság változása | Lakosság változása | Lakosság változása | Lakosság változása | Lakosság változása | Lakosság változása | Lakosság változása | Lakosság változása | Lakosság változása | Lakosság változása | Lakosság változása |
| ------------------ | ------------------ | ------------------ | ------------------ | ------------------ | ------------------ | ------------------ | ------------------ | ------------------ | ------------------ | ------------------ | ------------------ | ------------------ | ------------------ | ------------------ | ------------------ |
| 1857               | 1869               | 1880               | 1890               | 1900               | 1910               | 1921               | 1931               | 1948               | 1953               | 1961               | 1971               | 1981               | 1991               | 2001               | 2011               |
| 199                | 217                | 231                | 288                | 320                | 427                | 402                | 466                | 487                | 470                | 450                | 393                | 364                | 334                | 295                | 248                |

## Nevezetességei
Szent Vid tiszteletére szentelt római katolikus kápolnája 1864-ben épült. A szentet ábrázoló oltárképet a 19. század végén vásárolták Ausztriában.